# Xizicus kaltenbachi
Xizicus kaltenbachi är en insektsart som beskrevs av Sänger och Brigitte Helfert 2006. Xizicus kaltenbachi ingår i släktet Xizicus och familjen vårtbitare. Inga underarter finns listade i Catalogue of Life.